# 新永安大楼
新永安大楼，位于中国上海市黄浦区南京东路街道南京东路627号，即南京东路、浙江中路、九江路和湖北路围成的三角形地区内。是由永安百货于1930年购入老天蟾舞台旧址后新建的美国现代摩天楼风格的建筑。大楼新永安大楼与其西侧早先建成的永安百货大楼有两座封闭式天桥连接。该楼为哈沙德洋行设计，锦石记与陶桂记两家营造厂承建。1958年和1993年，上海电视台与上海东方电视台先后于大楼内成立。1989年，新永安大楼成为上海市第一批优秀历史建筑。

## 历史

### 建造原因
1916年，永安百货向哈同洋行租用南京路浙江路西南角的地皮兴建百货商厦，但合约规定30年后永安百货需要将大楼无偿转让给哈同洋行。为了使永安公司能于合约到期时有替换的营业场所，加之永安业务的发展以致原楼日趋紧蹙，永安公司一直在南京路以南沿线寻找相应的地皮增建新厦。1930年，永安购入东邻的老天蟾舞台，并为建造新楼而作准备。

### 新厦建造
1930年，美商哈沙德洋行设计的新厦方案被选中。该方案中，新厦将按照美国现代摩天楼风格建造成22层、总高72米的大厦。随后，锦石记营造厂接手大楼地基的工程，而上部的兴建则由陶桂记营造厂负责。1936年，新永安大楼建成并对外营业 。建成后的永安新厦，除做商场用处外，还设有电影院、茶园和七重天酒家。永安百货在上海的总部也设于该楼的上部。

### 业主变迁
永安百货在楼内持续营业至1956年，是年上海市第一医药公司在大楼内成立，后改成华侨商店。1958年4月，刚刚获批的上海电视台筹建组选址新永安大楼高层，并在顶部安装电视发射天线。大楼11楼为音响控制室，13楼为演播和导控室，14楼改建为中心机房，19层位发射机房。10月1日，上海电视台正式播送节目。1959年，新永安位于五楼的剧场被改建为演播大厅，6楼改建为电视中心机房和电影机房。
1974年，位于南京西路651号的彩电中心和发射塔建成后，上视逐步从新永安大楼内搬迁至新址。而原有的播出设备和设施留给了上海电视台社教组与上海电视大学。1987年，新永安大楼内的机构，正式以上海电视台二台的呼号对外播出。
浦东开发开放后，上海东方电视台成立，创台伊始便利用原上海电视台二台的机房设备。1997年1月18日，上海东方电视台正式搬离新永安大楼。目前新永安大楼为瑞康公司和百联集团持有。

## 建筑
新永安大楼由于地形原因，所以平面呈三角形，占地1400平米，总建筑面积达到14438平方米。大楼分前后两部分，前部高22层，后部高8层。外观分两段，底部沿街橱窗用绿色花岗石贴面，二楼以上用浅黄色釉面瓷砖镶贴。楼内最初便设有冷暖气设备、快速电梯、抽水机等现代化设施。一楼至五楼为公司百货商场，六层至八层分别为电影院、酒店、舞池，八楼以上为公司金融部门和常务董事室。由于此处地势低洼，所以为防止潮汛期积水，设计者安置了大型地下水池，用马达抽排水。1989年入选上海市文物保护单位。